# Рангоут
Ранго́ут (ранго́утно дърво, дърво на ранго́ута) (от на нидерландски: rondhout – кръгло дърво) – общо наименование на устройствата за поставяне на ветрилата (тяхното издигане, разгръщане и удържането им в щатно /работно/ положение), извършване на товаро-разтоварни работи, издигане на сигнали и т.н. В миналото на съдовете от ветроходния флот рангоута е изготвян от дърво (поради което се и нарича рангоутно дърво), впоследствие всички главни части на рангоута (мачти, бушприт, реи) започват да се произвеждат от стомана или други материали с нерастителен произход (например, композитни материали).
Към рангоута се отнасят:
- Мачтите – вертикално стоящите рангоутни дърва, явяващи се основа за закрепване на реите и такелажа.
- Стенгите – вертикално стоящите рангоутни дърва, явяващи се продължение на мачтите.
- В местата на съединяване на мачтите и стенгите се поставят марсове и салинги.
- Реите – хоризонталните рангоутни дърва, служещи за носене на прави ветрила, които се закрепват към реите със своя горен ръб (шкаторината).
- Рю (латинските реи) – служат за носене на латинското ветрило.
- Гафелите – наклоните рангоутни дърва, издигани по мачтата и опиращи се в нея с пета, обладаващи при това възможност за свободно преместване от траверса на единия борд до траверса на противоположния. Гафелите служат за разтягане по тях на горните шкаторини на косите четириъгълни ветрила – триселите, а също и за закрепване за шкотовите ъгли на допълнителните коси ветрила топсели, издигани над триселите. На малките плавателни съдове и лодките с коси ветрила гафелите служат за закрепване на фока и грота. На гафелите също се издигат сигналите и понякога флага.
- Гикове – рангоутни дърва, служещи за разтягане по долната шкаторина на косите ветрила, могат да са подвижно или неподвижно закрепени.
- Бушприта – наклонена мачта, поставяна на носа на съда, служи за издигане и закрепване на кливерите, а също опъването на стоящия такелаж, продължението на бушприта може да бъде утлегар и бом-утлегар.

Пример за рангоут на тримачтов ветроход:
- Бегин-рея.

Бизан – в този случай приставка, обозначаваща част от рангоута на бизанмачтата.
- Бизан-гафел.
- Бизан-гик.
- Бизанмачта.

Бом – приставка към имената на частите от рангоута, такелажа и ветрилата, намиращи се на Бом-брам-стенгата.
- Бом-утлегар.
- Бушприт.

Грот (грота) – в този случай приставка, обозначаваща частите на рангоута на гротмачтата.
Брам – приставка към имената на частите от рангоута, такелажа и ветрилата, указваща на тяхната принадлежност към брам-стенгата.
- Грот-бом-брам-рея.
- Грот-бом-брам-стенга
- Грот-брам-рея.
- Грот-брам-стенга.
- Грот-гафел.

Марс – приставка, обозначаваща принадлежност към марсела или марс-рея.
- Грот-марс-рея.
- Гротмачта.
- Грот-рея.
- Грот-стенга.
- Грот-трюм-рея.
- Грот-трюм-стенга.

Крюйс – первата съставна част на имената, обикновено обозначаваща названията на рангоута, ветрилата и такелажа, отнасящи се към бизанмачтата.
- Крюйс-бом-брам-рея.
- Крюйс-бом-брам-стенга.
- Крюйс-брам-рея.
- Крюйс-брам-стенга
- Крюйс-марс-рея.
- Крюйс-стенга.
- Крюйс-трюм-стенга.
- Крюйс-трюм-рея.
- Мартин-гик
- Площадка на салингите.
- Утлегар.
- Флагщок.
- Фокмачта.

Фок (фока) – приставка към всички названия на въжетата, ветрилата и рангоута, крепящи се под марса на фокмачтата.
- Фок-рея.

Фор – приставка към названията на реите, ветрилата и такелажа, намиращи се над марса на фокмачтата.
- Фор-бом-брам-рея.
- Фор-брам-рея.
- Фор-бом-брам-стенга.
- Фор-брам-стенга.
- Фор-гафел.
- Фор-марс-рея.
- Фор-стенга.
- Фор-трюм-рея.
- Фор-трюм-стенга.